# Juan Rivera
Pour les articles homonymes, voir Rivera.
Juan Lui Rivera, né le 3 juillet 1978 à Guarenas au Venezuela, est un voltigeur de baseball qui joue dans les Ligues majeures de 2001 à 2012.

## Carrière
Juan Rivera signe avec les Yankees de New York en 1996 et joue son premier match dans les majeures le 4 septembre 2001. Il ne joue que 88 parties pour les Yankees jusqu'à son transfert aux Expos de Montréal le 16 décembre 2003. Rivera, le lanceur Randy Choate et le premier but Nick Johnson sont échangés à Montréal pour le lanceur partant Javier Vasquez.
Rivera obtient sa première véritable chance en 2004 avec les Expos, jouant 134 parties. Il frappe dans une moyenne au bâton de ,307 au cours de cette saison. Il est le dernier joueur des Expos à avoir frappé un coup sûr au Stade olympique de Montréal dans le dernier match local de l'histoire de l'équipe le 29 septembre 2004 face aux Marlins de la Floride.
Le 19 novembre 2004, lui et l'arrêt-court Maicer Izturis sont transférés aux Angels de Los Angeles pour le voltigeur José Guillén. Rivera s'aligne avec les Angels depuis la saison 2005. 
En 2006, il joue pour l'équipe du Venezuela à la Classique mondiale de baseball puis rejoint les Angels, avec qui il connaît sa meilleure saison jusque-là : 23 coups de circuit, 85 points produits et une moyenne au bâton de ,310 en 124 parties jouées.
Après avoir peu joué dans les deux saisons suivantes, il rebondit en 2009, frappant pour ,287 avec des sommets personnels de 25 circuits et 88 points produits.
Le 21 janvier 2011, les Angels échangent Rivera et Mike Napoli aux Blue Jays de Toronto en retour de Vernon Wells. Il frappe pour ,243 avec six circuits et 23 points produits pour les Jays en 70 parties avant d'être échangé aux Dodgers de Los Angeles le 12 juillet en retour d'un joueur à être nommé plus tard.

## Statistiques
| Saison | Équipe     | G   | AB   | R   | H   | 2B  | 3B | HR  | RBI | SB | BA    |
| ------ | ---------- | --- | ---- | --- | --- | --- | -- | --- | --- | -- | ----- |
| 2001   | NY Yankees | 3   | 4    | 0   | 0   | 0   | 0  | 0   | 0   | 0  | 0,000 |
| 2002   | NY Yankees | 28  | 83   | 9   | 22  | 5   | 0  | 1   | 6   | 1  | 0,265 |
| 2003   | NY Yankees | 57  | 173  | 22  | 46  | 14  | 0  | 7   | 26  | 0  | 0,266 |
| 2004   | Montréal   | 134 | 391  | 48  | 120 | 24  | 1  | 12  | 49  | 6  | 0,307 |
| 2005   | LA Angels  | 106 | 350  | 46  | 95  | 17  | 1  | 15  | 59  | 1  | 0,271 |
| 2006   | LA Angels  | 124 | 448  | 65  | 139 | 27  | 0  | 23  | 85  | 0  | 0,310 |
| 2007   | LA Angels  | 14  | 43   | 3   | 12  | 1   | 0  | 2   | 8   | 0  | 0,279 |
| 2008   | LA Angels  | 89  | 256  | 31  | 63  | 13  | 0  | 12  | 45  | 1  | 0,246 |
| 2009   | LA Angels  | 138 | 529  | 72  | 152 | 24  | 1  | 25  | 88  | 0  | 0,287 |
| 2010   | LA Angels  | 124 | 416  | 53  | 105 | 20  | 0  | 15  | 52  | 2  | 0,252 |
| Totaux | Totaux     | 817 | 2693 | 349 | 754 | 145 | 3  | 112 | 418 | 11 | 0,280 |

| Saison | Équipe     | G  | AB  | R  | H  | 2B | 3B | HR | RBI | SB | BA    |
| ------ | ---------- | -- | --- | -- | -- | -- | -- | -- | --- | -- | ----- |
| 2002   | NY Yankees | 4  | 12  | 2  | 3  | 1  | 0  | 0  | 3   | 0  | 0,250 |
| 2003   | NY Yankees | 6  | 8   | 0  | 1  | 1  | 0  | 0  | 1   | 0  | 0,125 |
| 2005   | LA Angels  | 8  | 26  | 4  | 7  | 2  | 0  | 1  | 1   | 0  | 0,269 |
| 2007   | LA Angels  | 2  | 3   | 0  | 1  | 0  | 0  | 0  | 0   | 0  | 0,333 |
| 2008   | LA Angels  | 3  | 8   | 1  | 1  | 0  | 0  | 0  | 1   | 0  | 0,125 |
| 2009   | LA Angels  | 9  | 36  | 1  | 8  | 2  | 0  | 0  | 2   | 1  | 0,222 |
| Totaux | Totaux     | 36 | 105 | 10 | 25 | 5  | 0  | 1  | 8   | 1  | 0,238 |

Note : G = Matches joués ; AB = Passages au bâton; R = Points ; H = Coups sûrs ; 2B = Doubles ; 3B = Triples ; 
HR = Coup de circuit ; RBI = Points produits ; SB = Buts volés ; BA = Moyenne au bâton.